# Machaerium campylothyrsum
Machaerium campylothyrsum är en ärtväxtart som beskrevs av Frederico Carlos Hoehne. Machaerium campylothyrsum ingår i släktet Machaerium och familjen ärtväxter.

## Underarter
Arten delas in i följande underarter:
- M. c. campylothyrsum
- M. c. crebrifoliolatum